# 老兵は死なず (映画)
『老兵は死なず』（ろうへいはしなず、原題：The Life and Death of Colonel Blimp）は、1943年に公開されたイギリス映画。イギリス映画制作チームのマイケル・パウエルとエメリック・プレスバーガーが監督・制作・脚本した。

## あらすじ
舞台は1942年のイギリスから始まる。戦争中に若兵たちがホテルを占拠。若兵はその中の老兵クライヴ・ヴィン＝キャンディが入ってるトルコ風呂を侵入し、起こさせる。その後若兵は今に戦争を始めたいと言うが、老兵は「戦争は真夜中からだ」（このセリフは何度も使われてる）と言い反対し、喧嘩となり老兵が若兵をトルコ風呂の中に投げ込む。その時、若兵は40年後に名誉のある英国人になりたいと言い、老兵が私が40年前に何をしてたのか分かるかと繰り返す。そして彼の話が始まる。
1902年、英領南アフリカから戻った若兵クライヴはドイツのベルリンに住むイギリス人女性エディット・ハンターから手紙をもらい、招待される。エディットはクライヴに同じ囚人だったドイツ人カウニッツがドイツで反英プロパガンダを出していることを伝える。クライヴは彼がいるカフェに行き、そこで演奏しているオーケストラに囚人だった時に流れた曲をお願いする。その曲を聴いたカウニッツは怒気になって曲を止めることを願うが、オーケストラにビールをあげたクライヴはそれを演奏させ、カウニッツは彼のところに行く。クライヴとカウニッツが会った瞬間喧嘩になり、カウニッツを殴ったクライヴは、ドイツの周りにドイツ軍隊は恥ずるべきだと言う。それを聞いたドイツ政府は英国大使にクライヴはドイツ人と決闘するべきだと伝える。クライヴはその後、ドイツ人テオ・クレッチマー＝シュルドーフと決闘し、クライヴは顔を怪我しテオは頭を怪我する。その後二人は同じ病院に住み、時間とともに仲間になる。まだ英語がよくできないテオはドイツ語ができるエディットに翻訳される。テオはエディットに浮気し、クライヴとエディットは一緒にロンドンに戻る予定だったがテオはクライヴに決闘を頼む。エディットに浮気してなかったクライヴはそれを喜び、一人で帰る。
1918年、第一次世界大戦中にクライヴは英国兵士としてフランスに駐留している。クライヴは修道院に入り、そこでエディットに似ているイギリス人女性を見つける。クライヴは数々の修道女に彼女の名前を尋ねるが、誰も彼女を知らないと言った。その後、彼はイギリスでバーバラという名前の女性を見つけ、結婚した。イギリスが戦争でドイツに勝った後、クライヴはイギリスの捕虜収容所にいるテオを訪れるが、テオは彼を軽蔑し行き去った。テオはドイツに戻る日にクライヴに電話し軽蔑したことを謝り、後で車で出会った。そこでテオはエディットと結婚し、二人の息子があるとクライヴに伝える。喜んだクライヴはテオを晩餐に招待し、彼の兵士仲間を導入する。テオは負けたばかりのドイツ兵士として懐疑的だったが、英国兵士から公平に扱って話をでき、ドイツはまた平和になると兵士から伝えられた。テオは次の日にドイツへ戻った。
1939年、第二次世界大戦中、テオはイギリスへ亡命。彼は入国管理局でドイツ兵士を引退したと伝え、エディットが死亡し、二人の息子がナチスに参加したことを伝える。その上、息子たちが母の葬式に参加しなく、ドイツで関係者を失ったことから妻に故郷に移動することを頼む。入国管理局の人はドイツ人がイギリスへ移動することを遠慮するが、クライヴはそれを聞き、駐留所英領ジャマイカからすぐに、イギリスに来てテオに彼の家に泊まらせる。テオはその後エディットに似てるクライヴの運転者アンジェラ・＂ジョニー＂・キャノンに出会う。アンジェラの彼氏は若兵で、彼女も兵士に関係がある。クライヴは兵士から引退し、BBCラジオ放送でインタビューする予定だったが、その前にBBCからキャンセルされた。クライヴはナチスの考えをあんまり分からなく、テオがナチスが漢悪で最大の虐殺を求めてると伝えても、クライヴは彼を疑って自分が正しいと思ってる。クライヴはその後ホテルへ戻り、アンジェラは兵士の所へ行く。そこで会った彼氏は今戦争を始めたいと言い、それに反対した彼女は車で逃げるが、兵士たちは彼女を追い最初のシーンへ戻る。その後絶望的だった老兵はテオとアンジェラに会い、若兵を尊敬し始め、彼氏を晩餐へ招待する。

## 評価
『老兵は死なず』は公開された時、評価はあんまり良くなかった。英兵と独兵が一緒にパレードするシーンやドイツ人がイギリスに亡命するシーンは当時のナチス・ドイツに気に入らず、公開禁止された。ドイツ人とイギリス人の絆を面する話は戦中のイギリス政府にも気に入らなかった。戦後には良い評価が込み、戦中の敵が仲間になるという話は、珍しい話の一つと言われて、たくさんの映画監督に影響を与えている。この映画はたくさんの評価家から偉大なイギリス映画の一つと言われている。

## キャスト
- ロジャー・ライヴシー
- デボラ・カー
- アントン・ウォルブルック
- ウルスラ・ジーンス
- ジェームズ・マッケチニー